# Lasaeola donaldi
Lasaeola donaldi là một loài nhện trong họ Theridiidae.
Loài này thuộc chi Lasaeola. Lasaeola donaldi được Arthur Merton Chickering miêu tả năm 1943.